# Adamson-Eric
Adamson-Eric, właściwie Erich Carl Hugo Adamson (ur. 18 sierpnia 1902 w Tartu, zm. 2 grudnia 1968 w Tallinnie) – estoński artysta zajmujący się głównie malarstwem w sztuce użytkowej.

## Życiorys
Był czwartym dzieckiem Jaana i Anny Adamson.  Do 1923 r. Adamson uczęszczał do szkół w swojej rodzinnej Estonii, a następnie przeprowadził się do Berlina, by studiować na Akademii Sztuki Użytkowej i Rzemiosła w Charlottenburgu. Po studiach w Berlinie przeniósł się do Paryża, gdzie studiował z takimi artystami jak Charles Guérin, Roger Bissière, Moise Kisling i André Lhote. W 1925 r. wstąpił do prywatnej akademii rosyjskiego artysty Wasilija Szuchajewa i zaczął koncentrować się na art deco i Nowej Rzeczowości.
W 1928 r. Adamson-Eric wraz z dwoma innymi estońskimi artystami, Eduardem Wiiraltem i Kristjanem Tederem, otworzyli własną wystawę sztuki w Tallinnie, która trwała od 29 czerwca do 12 lipca. Kariera Adamsona jako artysty trwała prawie cztery dekady. Zmarł w Tallinnie w 1968 r. W stolicy Estonii otworzono Muzeum Adamsona-Erica przy ulicy Lühike jalg, gdzie na stałej wystawie znajduje się wiele prac artysty.

## Galeria

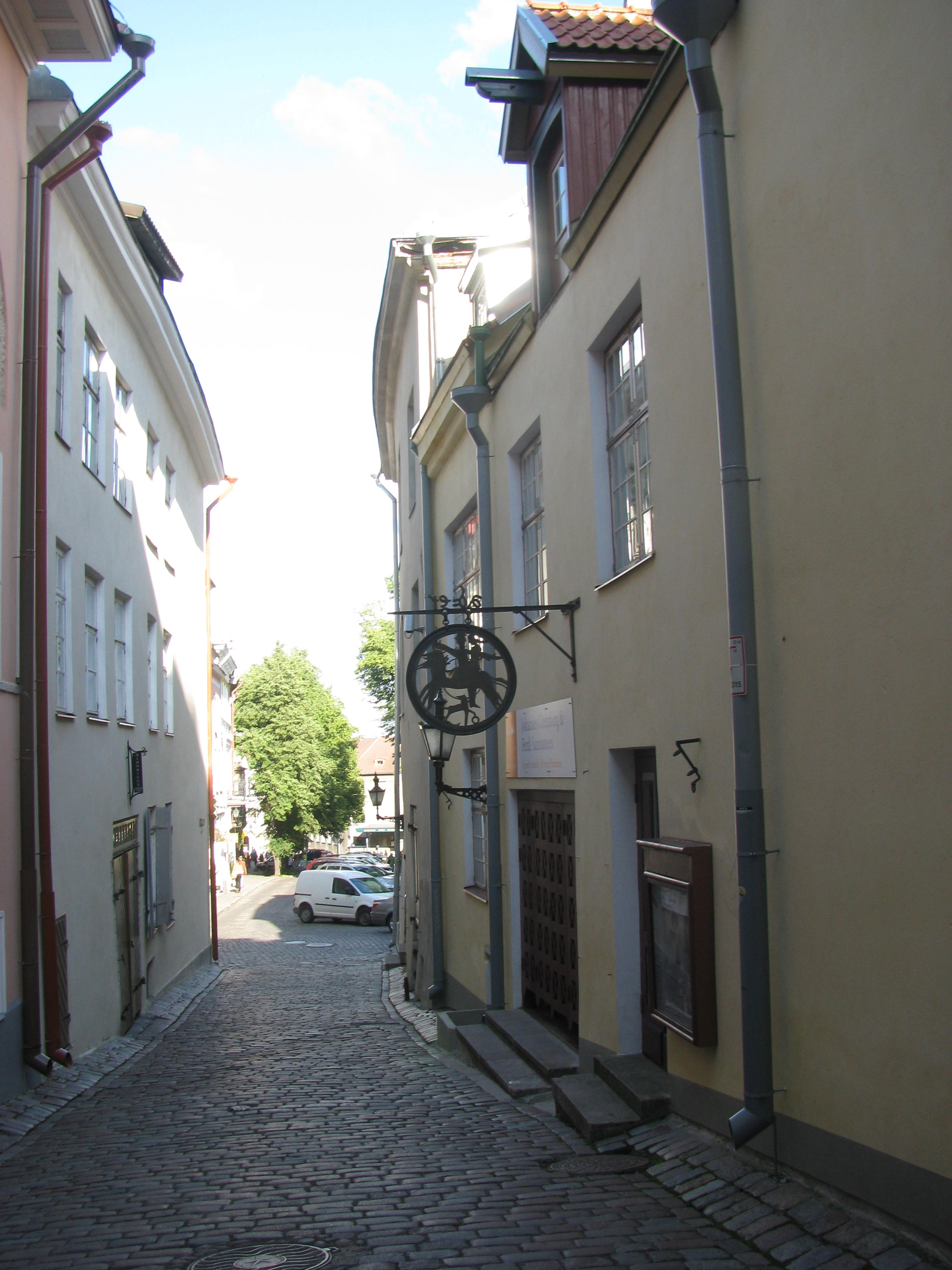
Muzeum Adamsona-Erica na Starym Mieście w Tallinnie.
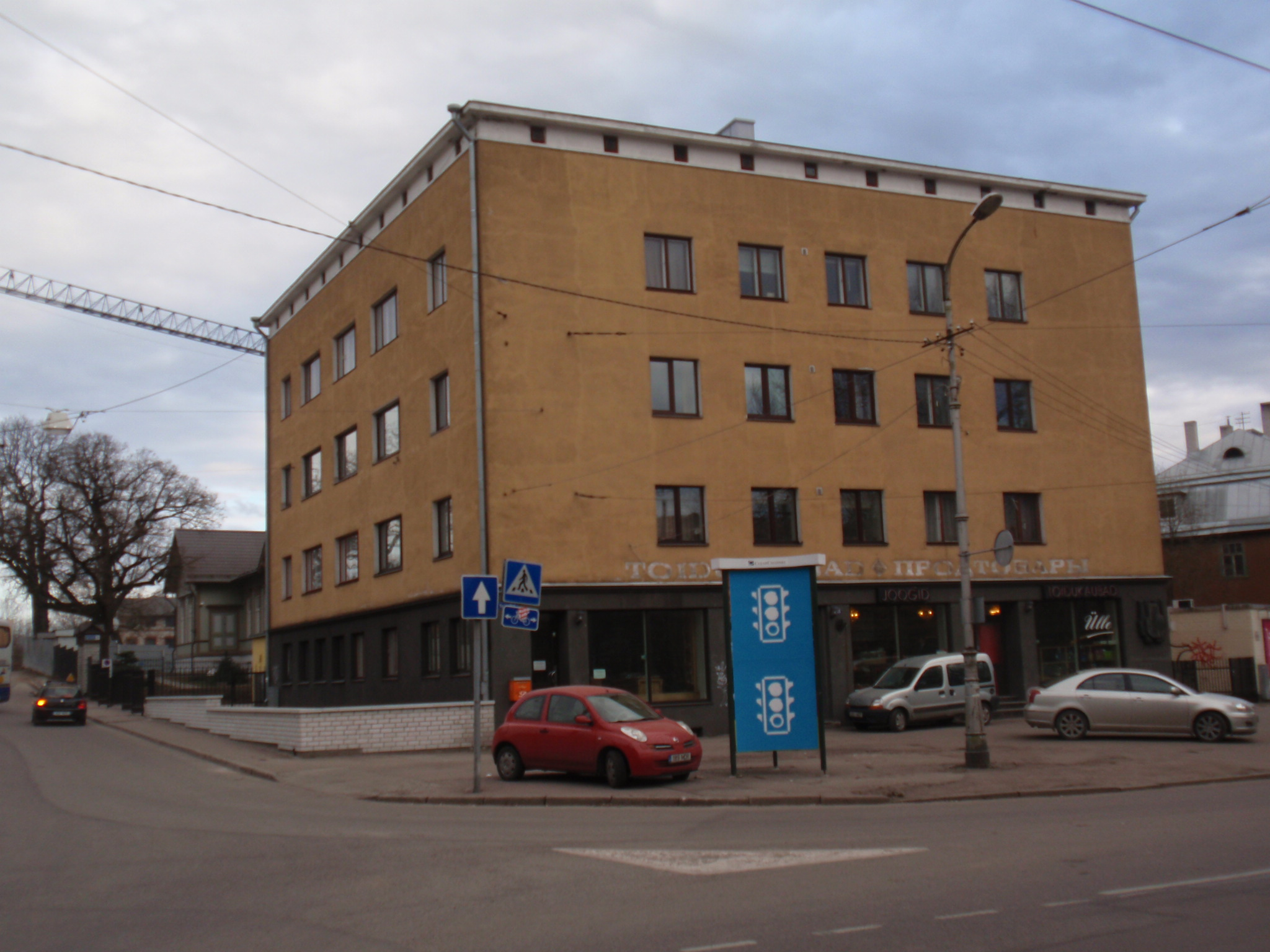
Dom w poddzielnicy Kelmiküla w Tallinnie, w którym mieszkał Adamson-Eric w latach 1936-1968.